# Glycaspis cameloides
Glycaspis cameloides är en insektsart som beskrevs av Moore 1985. Glycaspis cameloides ingår i släktet Glycaspis och familjen rundbladloppor. Inga underarter finns listade i Catalogue of Life.